# 의사요한
《의사요한》은 2019년 7월 19일부터 9월 7일까지 방송되었던 SBS 금토 드라마로, 한때 잠정적으로 '닥터룸', '통증의사 차요한'이라는 제목을 사용하였다. 일본 소설가 구사카베 요의 소설 《신의 손》을 원작으로 한다.

## 줄거리
마취통증의학과를 배경으로, 원인 불명의 급성 및 만성통증으로 시달리는 환자들의 애환을 그리면서, 미스터리한 통증의 원인을 흥미진진하게 찾는 색다른 형태의 휴먼 메디컬 드라마.

## 등장인물

### 주요 인물
- 지성 : 차요한 역 (아역 박시완) - 서울한세병원 마취통증의학과 교수
- 이세영 : 강시영 역 - 서울한세병원 마취통증의학과 레지던트 2년차
- 이규형 : 손석기 역 - 서울남부지검 검사 3부 검사. 3년 전 차요한 사건의 담당검사
- 황희 : 이유준 역 - 서울한세병원 마취통증의학과 펠로우

### 서울한세병원 통증의학팀
- 정민아 : 강미래 역 - 이사장과 마취과장의 막내딸이자 강시영의 동생. 3년차 레지던트
- 권화운 : 허준 역 - 4년차 레지던트
- 오현중 : 김원희 역 - 1년차 레지던트
- 손산 : 홍연진 역 - 20년 차 간호사
- 이유미 : 나경아 역 - 3년 차 간호사

### 서울한세병원 사람들
- 김혜은 : 민태경 역 - 시영과 미래의 엄마. 마취통증학과장
- 김영훈 : 한명오 역 - 의학전문담당 변호사
- 엄효섭 : 강이문 역 - 병원장. 재단이사장인 강이수의 동생. 강시영의 작은아버지
- 오승현 : 민주경 역 - 민태경의 동생. 마취통증학과 교수. 산과 마취 전문의
- 정재성 : 권석 역 - 마취통증학과 교수
- 전노민 : 강이수 역 (특별출연) - 심장외과의 출신 재단이사장. 서울한세병원 병원장인 강이문의 형. 강시영의 아버지

### 그 외 인물
- 신동미 : 채은정 역 - 신진 호스피스센터 완화의료팀 간호사
- 박정언 : 채은정의 언니 / E.15 2부 목소리 연기
- 장희수 : 마취통증의학과 교수 역
- 김결 : 성동호 역 - 마취통증의학과 교수
- 윤주상 : 이원길 역 - 보건복지부장관
- 임동진 : 심준철 역 - 신경과 교수. 차요한의 주치의
- 함성민 : 윤성규 역 - 유괴범. 항문암 환자
- 김도훈 : 박정보 역 - 수감번호 5353. 파브리병 환자. 바리스타
- 하도권 : 주형우 역 - 격투기 선수. 중증근무력증 환자
- 윤찬영 : 이기석 역 - CIPA 환자
- 이주원 : 최승원 역 - 극심한 고통을 느끼는 CRPS라 주장하는 무발진 대상포진 환자
- 이도경 : 유덕규 역 - 유비저 환자
- 천영민 : 이다해 역 - 오른팔 환지통 환자
- 오유나 : 유리혜 역 - 희귀병에 걸려 연예계를 은퇴한 배우. 후각신경아세포종 환자
- 김승훈 : 교도관 역
- 문학진 : 김정우 역 - 안과 레지던트 3년차 의사
- 서단우 : 응급의학과 의사 역
- 김종구 : 주형우의 아버지 역
- 정애연 : 주형우의 부인 역
- 정현석 : 의사 역
- 최은후 : 주형우의 아들 역
- 조시연 : 주형우의 딸 역
- 고용화 : 이기석의 어머니 역
- 이요성 : 차요한의 아버지 역
- 손희순 : 중환자실을 찾는 여자 역
- 최민금 : 중증근무력증이라고 주장하는 여자 역
- 윤인조 : 최승원 환자의 부인 역
- 신연숙 : 윤성규 환자의 보호자 역
- 함나영 : 최슬아 역 - 최승원 환자의 딸
- 김주령 : 박현숙 역
- 남상희 : 소아 당뇨병 환자
- 이아진 : 소아당뇨병 아이엄마 역
- 김효경
- 김연지
- 김지훈
- 박시원
- 임병기
- 변윤정
- 안치욱
- 정연
- 김정환
- 박명신
- 이신성
- 소희정 : 유리혜의 언니 역
- 정지훈 : 민성 역 - 유리혜의 아들
- 이세랑 : 권소영 역 - 서울한세병원의 간병인
- 강로채 : 한민주 역 - 제약회사 '진무리전드'의 영업팀 직원
- 사재원 : 형사 역
- 유채온 : 중환자실 소속 간호사 역
- 서인걸 : 순경 역
- 김혁종 : 중환자실에서 사망한 환자의 보호자 역
- 김아람 : 중환자실에서 사망한 환자의 보호자 역
- 차민혁 : 응급실 소속 의사 역
- 심혜연 : 정인 역 - 채은정의 딸
- 김건후 : 승유 역 - 손석기의 아들
- 신신범 : 차요한에게 고마워하는 환자 역
- 최윤준 : 차요한을 찾는 환자 역
- 김윤미 : 기자 역
- 서윤아 : 복성간질 환자 역
- 전은미 : 식당 사장 역

### 특별출연
- 정인기 : 오정남 역 - 청일교도소장. 시영의 아버지인 강이수 서울한세병원 재단 이사장과는 절친한 동기 사이
- 정경순 : 이유준의 어머니 역

## 촬영지
- 서대문형무소 역사관
- 청주의료원 - 경원병원
- 광주조선대학교병원
- 수서역(SRT)
- 이대서울병원 - 서울한세병원
- 금빛수로
- 전주한옥마을
- 모전돼지갈비
- 사직골쉼터
- 명료
- 효자베베
- 만족오향족발시청점
- 김포아트빌리지
- 그랜드힐튼서울컨벤션센터
- 고려대학교 안산병원
- 광주송정역(호남선)
- 여주흥천남한강벚꽃터널
- 써브웨이 독립문점

## 시청률
최저 시청률과 최고 시청률은 시청률 조사회사와 지역별로 시청률에 차이가 있을 수 있습니다.
| 2019년      | 2019년      | 2019년         | 2019년         | 2019년       | 2019년 |
| 회차        | 방송일      | TNmS 시청률    | AGB 시청률     | AGB 시청률   |        |
| 회차        | 방송일      | 대한민국(전국) | 대한민국(전국) | 서울(수도권) |        |
| ----------- | ----------- | -------------- | -------------- | ------------ | ------ |
| 제1회       | 7월 19일    | %              | 6.0%           | 6.3%         |        |
| 제1회       | 7월 19일    | %              | 8.4%           | 8.7%         |        |
| 제2회       | 7월 20일    | %              | 7.0%           | 7.5%         |        |
| 제2회       | 7월 20일    | %              | 10.1%          | 11.3%        |        |
| 제3회       | 7월 26일    | %              | 7.7%           | 8.0%         |        |
| 제3회       | 7월 26일    | %              | 12.3%          | 13.0%        |        |
| 제4회       | 7월 27일    | %              | 8.0%           | 8.5%         |        |
| 제4회       | 7월 27일    | %              | 11.2%          | 11.3%        |        |
| 제5회       | 8월 2일     | %              | 8.5%           | 9.3%         |        |
| 제5회       | 8월 2일     | %              | 10.8%          | 11.5%        |        |
| 제6회       | 8월 3일     | %              | 6.9%           | 7.6%         |        |
| 제6회       | 8월 3일     | %              | 9.2%           | 10.2%        |        |
| 제7회       | 8월 9일     | %              | 7.9%           | 8.2%         |        |
| 제7회       | 8월 9일     | %              | 10.3%          | 11.2%        |        |
| 제8회       | 8월 10일    | %              | 7.3%           | 8.4%         |        |
| 제8회       | 8월 10일    | %              | 10.1%          | 11.3%        |        |
| 제9회       | 8월 16일    | %              | 7.2%           | 7.9%         |        |
| 제9회       | 8월 16일    | %              | 9.2%           | 9.5%         |        |
| 제10회      | 8월 17일    | %              | 6.5%           | 7.1%         |        |
| 제10회      | 8월 17일    | %              | 9.4%           | 9.9%         |        |
| 제11회      | 8월 23일    | 6.6%           | 7.5%           | 8.4%         |        |
| 제11회      | 8월 23일    | 7.6%           | 9.2%           | 9.9%         |        |
| 제12회      | 8월 24일    | %              | 5.5%           | 5.9%         |        |
| 제12회      | 8월 24일    | 7.2%           | 8.0%           | 8.8%         |        |
| 제13회      | 8월 30일    | 6.8%           | 7.2%           | 8.1%         |        |
| 제13회      | 8월 30일    | 7.9%           | 8.6%           | 9.0%         |        |
| 제14회      | 8월 31일    | %              | 5.5%           | 6.1%         |        |
| 제14회      | 8월 31일    | 7.6%           | 8.8%           | 9.8%         |        |
| 제15회      | 9월 6일     | 5.3%           | 6.3%           | 7.1%         |        |
| 제15회      | 9월 6일     | 6.3%           | 8.1%           | 8.7%         |        |
| 제16회      | 9월 7일     | 6.7%           | 6.7%           | 7.3%         |        |
| 제16회      | 9월 7일     | 9.0%           | 10.2%          | 11.3%        |        |
| 평균 시청률 | 평균 시청률 |                | 8.3%           | 9.0%         |        |

## OST
- Safira.K(사피라 K) - Way Back
- 솔튼페이퍼 - Look At
- 민서 - Star
- 서사무엘(Samuel Seo) - Pain Or Death
- 백아연 - Just Go
- 진실 - Way Back (Acoustic ver.)
- 트리튜브(Tree Tube) - 이유

## 수상
- 2019 SBS 연기대상 미니시리즈 부문 여자 우수연기상 이세영